# Lidia Geringer de Oedenberg
Lidia Joanna Geringer de Oedenberg, née le 12 septembre 1957 à Wrocław, est une femme politique polonaise. 
Élue députée européenne pour la première fois lors des élections européennes de 2004, elle est réélue en 2009 puis en 2014.

## Biographie

### Formation et vie professionnelle
Diplômée en économie et en statistiques, elle a acquis une formation en marketing culturel à l’École des hautes études commerciales de Varsovie. Elle est titulaire d'un diplôme approfondi de langue française. Après avoir travaillé pour Telewizja Polska, elle a dirigé plusieurs organismes culturels, dont l’Orchestre philharmonique de Wrocław.

### Activités politiques
Elle rejoint l’Alliance de la gauche démocratique (SLD) en 2006 et devient membre de son bureau national en 2008. Membre du Parlement européen depuis 2004, elle siège au sein du groupe du Parti socialiste européen, devenu l’Alliance progressiste des socialistes et démocrates au Parlement européen depuis 2009.
Lors de la sixième législature (2004-2009), elle a été vice-présidente de la commission des affaires juridiques. Au cours de la législature suivante (2009-2014), elle est l'une des cinq questeurs du Parlement et siège ainsi au bureau du Parlement à titre consultatif. 
Elle quitte l’Alliance de la gauche démocratique le 29 juin 2014.